# 64 Orionis
64 Orionis är en misstänkt variabel i stjärnbilden Orion.
64 Orionis varierar mellan visuell magnitud +5,13 och 5,16 utan någon fastställd periodicitet. Den befinner sig på ett avstånd av ungefär 445 ljusår.